# Титан-3
Титан-3 (англ. Titan IIIA, [’taɪtən] — «Титан») — семейство ракет-носителей оружия массового поражения среднего класса, разработанных в США и использовавшихся с 1960-х по 1990-е годы.

## Описание
Ракета-носитель «Титан-3А» создавалась для отработки ракеты «Титан-3С» в варианте без стартовых твёрдотопливных ракетных двигателей. 
Представляет собой ракету «Титан СЛВ-5» с блоком разведения «Транстейдж» в качестве 3-й ступени. Масса ракеты «Транстейдж» с топливом ~12,5 т, длина 4,4 м, диаметр ~3 м. 2 жидкостных двигателя «АДжей-10-138» работают на двухкомпонентном самовоспламеняющемся топливе (окислитель — четырёхокись азота, горючее — аэрозин 50). «Транстейдж» снабжена системой малых ракетных двигателей ориентации и рассчитана на многократное включение в полете, что позволяет выводить одной ракетой несколько космических аппаратов на разные орбиты. 
Полезный груз верхних ступеней ракеты носителя «Титан-3А» — свыше 3 т при выводе на круговую орбиту высотой 185 км. Стартовая масса 170 т, длина 40,5 м (с полезным грузом верхних ступеней). Система наведения инерциальная. 
В 1964—1965 гг. с мыса Канаверал произведено четыре запуска, из них три успешных. Полезный груз верхних ступеней без блока разведения: искусственные спутники Земли военного назначения. В дальнейшем эти ракеты-носители не использовались.